# Etiopiska köket

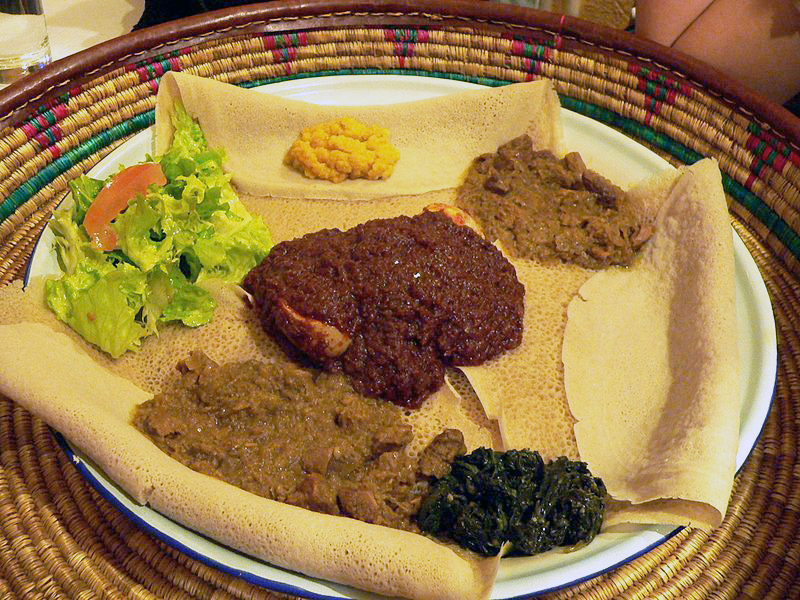
Denna rätt, med injera och olika sorters wat, är typiska för det etiopiska och eritreanska köket.

Etiopiska köket kännetecknas av kryddiga grönsaks- och kötträtter, vanligtvis i form av  wat, en tjock gryta serverad på injera, ett stort flatbröd av surdeg. Det är cirka 50 cm i diameter och görs av fermenterat teffmjöl. Etiopier äter dem med höger hand och använder brödet att ta upp bitar av andra rätter. Inga bestick behövs. 
I traditionell etiopisk mat används aldrig fläskkött, eftersom de flesta etiopier antingen är etiopisk-ortodoxa kristna, muslimer eller judar. Den etiopisk-ortodoxa kyrkan föreskriver många fasteperioder (tsom Ge'ez: ጾም tṣōm) däribland onsdagar, fredagar och hela påskfastan, så det finns många vegetariska rätter (Amhariska: ye-tsom የጾም ye-ṣōm, Tigrinska: nay-tsom ናይጾም nāy-ṣōm) Detta har också lett till att etiopiska kockar använder många typer av olja, utöver sesamolja och saffrorolja används Guizotia abyssinica (nug eller noog, även känt som nigerfrö).
- Tella eller talla är en traditionell alkoholdryck på 2-6 %, liknande öl men gjord på malt (eller teff) och sorghum (eller majs), kryddad med Rhamnus prinoides, och humle.

## Typer av etiopisk mat

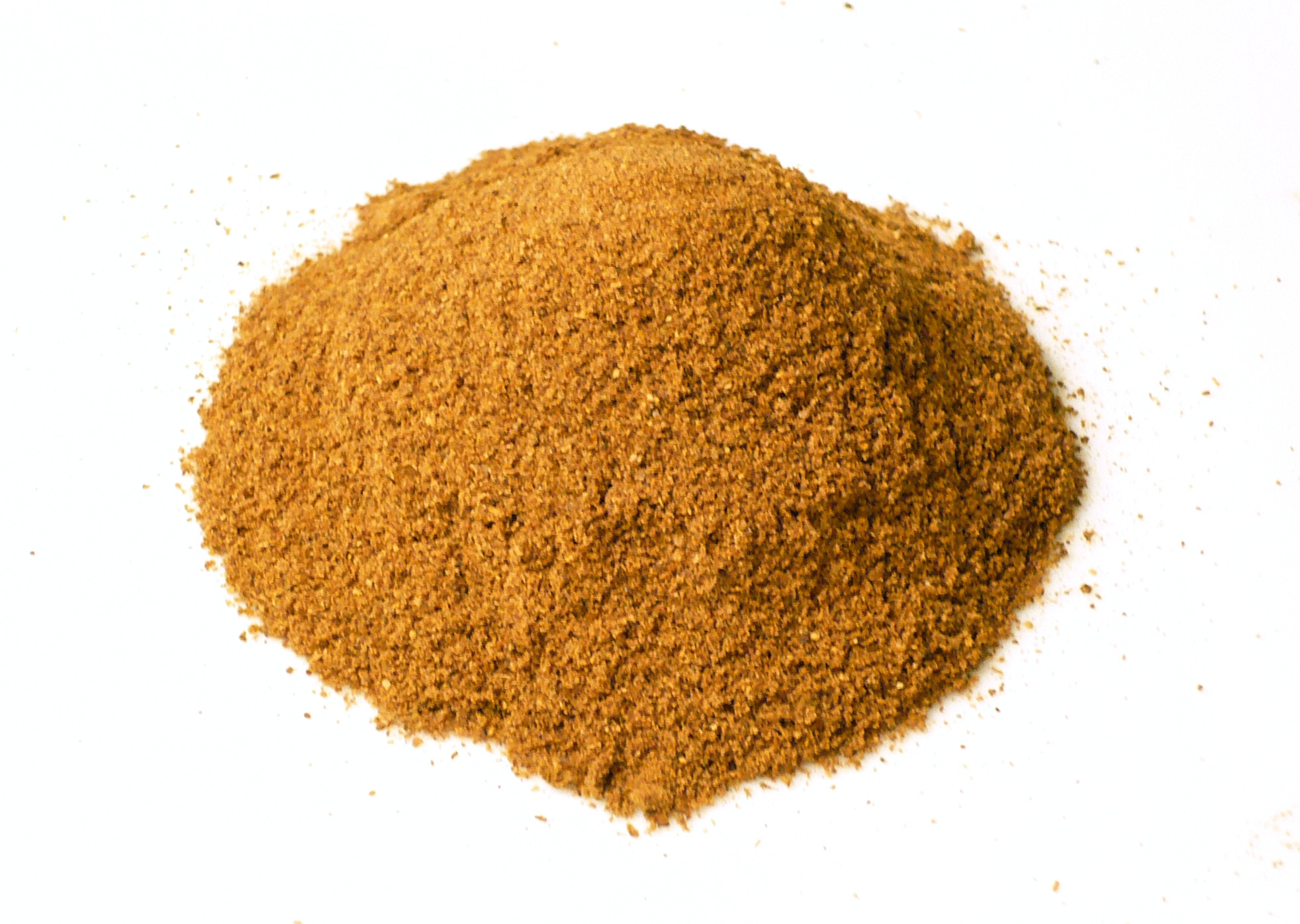
Berbere är en kryddblandning som bland annat innehåller chilipeppar.

Berbere, är ett slags chilipulver, en kryddblandning med bland annat chilipeppar,  som används i många etiopiska rätter. En annan basvara är  niter kibbeh, ett klarifierat smör med vitlök, ingefära och olika kryddor. 

### Wat
Wat är en gryta med hackad rödlök som grund. När löken har blivit mjuk tillsätts niter kebbeh (eller om rätten ska vara vegansk, vegetabilisk olja). Vill man ha rätten kryddstark keiy wat tillsätts berbere, vill man att den ska vara mildare alicha wat så utesluts den. Kocken kan även tillsätta den innan fettet och låta den tillagas längre och därmed bli mildare i smaken. Sedan tillsätts kött, till exempel nötkött, kyckling, fisk, get, lamm och grönsaker som ärtor, linser, potatis, morötter eller mangold. 